# Tatuus
Tatuus Racing S.p.a. meglio conosciuta come Tatuus è un'azienda italiana fondata nel 1980, costruttrice di monoposto per corse automobilistiche. L'azienda ha storicamente collaborato ampiamente con Renault Sport per la produzione di monoposto per la Formula Renault. Oggi Tatuus produce monoposto con omologazione FIA Formula 4 e Formula Regional per campionati operativi in tutto il mondo.

## Storia

### I primi anni
Tatuus fu fondata da Artico Sandonà nel 1980, dando il via alla propria attività producendo vetture per il campionato di Formula Monza 500cc e 1000cc. Oltre a queste, nel corso dei primi anni di storia, l'azienda è attiva nella produzione, tra le altre, di vetture per Formula Alfa Boxer, Formula Fire, Formula Konig, Formula Ford e Formula Renault.  
A caratterizzare i primi anni è la duplice natura di costruttore di vetture e team partecipante a campionati di Formula 3 e Formula Renault.  

### Formula Renault e il passaggio a costruttore
A partire dall'anno 2000, la trasformazione di Formula Renault in campionato monomarca ha visto affermarsi Tatuus come fornitore unico delle vetture e la contemporanea fine delle attività di squadra corse.  
La collaborazione tra Tatuus e Formula Renault si è rivelata duratura e di successo e ha permesso a molti dei più grandi talenti del motorsport globale di costruire la propria esperienza all'inizio della carriera.  
Nel 2005 nasce anche la collaborazione con Toyota Racing Series, tutt'ora in corso e in grado di dare vita a tre generazioni di vetture per il campionato che oggi prende il nome di Formula Regional Oceania.  
Diversi i progetti Tatuus che prendono vita a cavallo tra il primo e il secondo decennio del nuovo millennio: dalle vetture di Formula Masters al PY012, il primo prototipo Tatuus, passando per la FA010 che ha caratterizzato la Formula Abarth.  

### Formula 4
Nel 2014 la nascita della categoria Formula 4 vede Tatuus subito impegnata nella fornitura della nuova T-014 per il primo campionato nato al mondo: la F4 Italia. Da quel primo anno il moltiplicarsi delle serie Formula 4 nel mondo è corrisposto ad un sempre più ampio impegno per le vetture Tatuus. 
Nel luglio 2021 Tatuus ha presentato la nuova monoposto Formula 4 di ultima generazione, la Tatuus F4-T-421. Dotata di upgrade sul fronte della sicurezza volti ad aumentare la protezione del pilota, su tutte il sistema Halo a protezione della testa.  La nuova auto ha esordito nel Campionato di Formula 4 EAU del 2022 ed ha poi iniziato il proprio corso nei campionati di Formula 4 di tutto il mondo.

### Road to Indy & MSV
A partire dal 2016 le vetture Tatuus hanno iniziato a caratterizzare anche i primi gradini del percorso di crescita che porta alla IndyCar Series. A impegnare vetture Tatuus sono i tre step della USF Pro Championships: USF Juniors, USF 2000 e USF Pro 2000.
Negli stessi anni nasce anche la collaborazione con MotorSport Vision (MSV) che negli anni ha visto susseguirsi vetture per BRDC British Formula 3, GB3 e GB4. 

### La nascita del Gruppo con Autotecnica Motori
Nel corso del 2017 Tatuus e Autotecnica Motori hanno dato vita ad un Gruppo attivo nell'ambito del motorsport, al quale nel 2018 si è unita Breda Racing e nel 2024 YCOM. Nel maggio 2023 la proprietà del gruppo è passata al fondo TEC Racing. 

### Formula Regional
La nascita della categoria Formula Regional ha portato nel 2018 alla nascita della T-318 che nel corso degli anni è stata impiegata nei campionati FR in Asia, Europa, Oceania, Middle East e Australia. 

### Anni recenti: Nuovo Tatuus HQ e nuove vetture
Nel gennaio 2023 Tatuus ha trasferito la propria sede operativa da Concorezzo al moderno Tatuus HQ di Lainate. 
Nell'estate 2024 la casa ha annunciato due nuove vetture: la MSV-GB3-025 e la MSV-GB4-025. Entrambe nate dalla collaborazione con MotorSport Vision, le due vetture sono attive dal 2025 rispettivamente nei campionati GB3 e GB4. 

## Veicoli prodotti

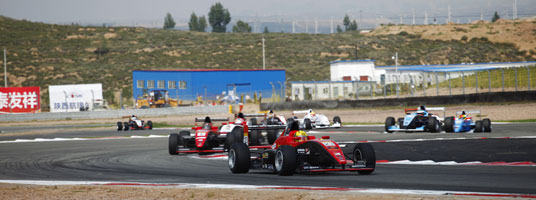
Autovetture Formula Pilota China con telaio Tatuus

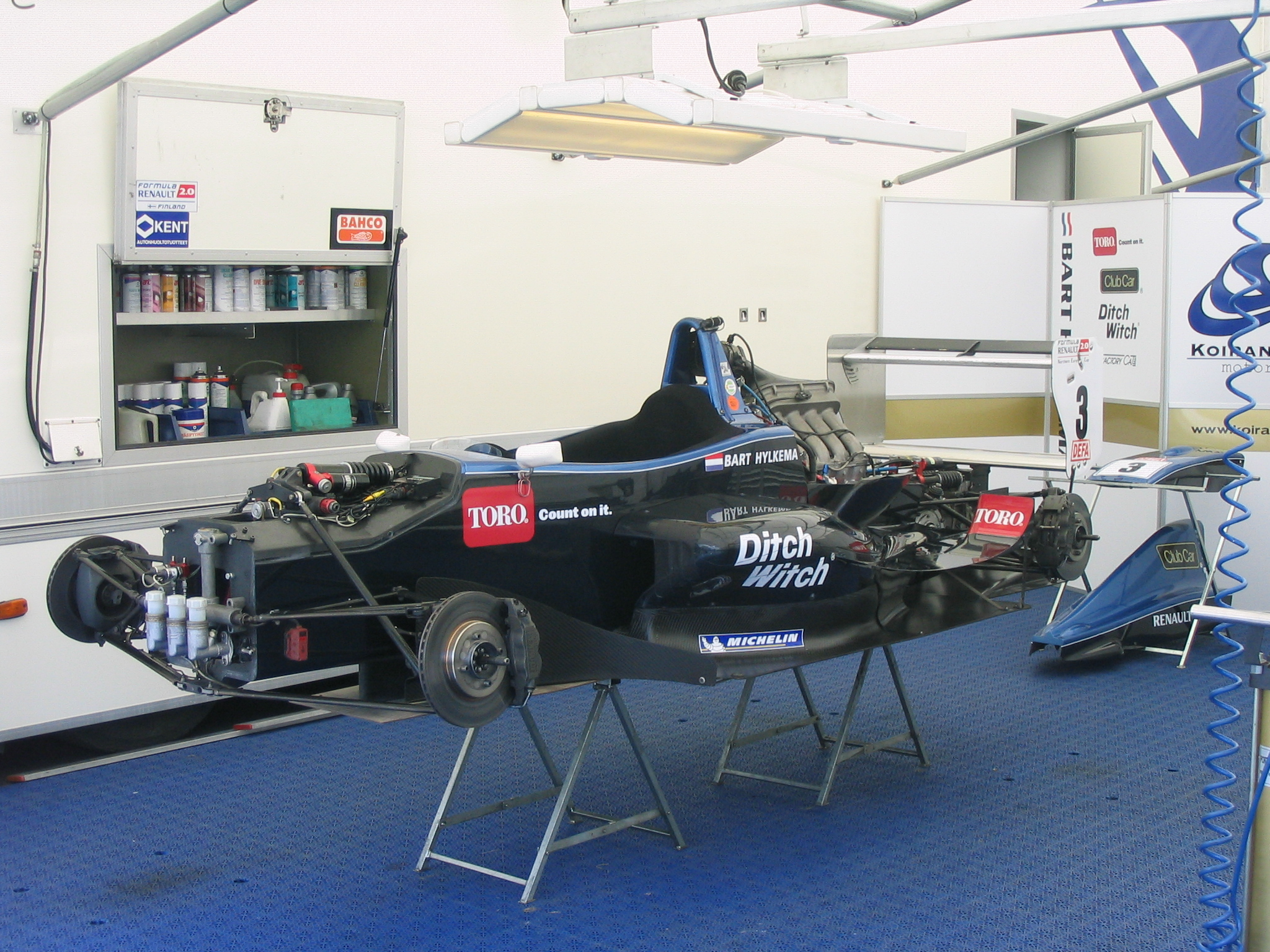
Una Tatuus di Formula Renault

### Vetture non attualmente in produzione
| Anno | Modello                          | Tipologia gara                                        |
| ---- | -------------------------------- | ----------------------------------------------------- |
| 1982 | Tatuus ??                        | Formula Monza                                         |
| 1984 | Tatuus ??                        | Formula Panda Monza                                   |
| 1988 | Tatuus Formula König             | Formula König                                         |
| 1993 | Tatuus ??                        | Formula Alfa Boxer                                    |
| 1994 | Tatuus RC94                      | Formula Renault 2.0                                   |
| 1995 | Tatuus RC95                      | Formula Renault 2.0                                   |
| 1996 | Tatuus RC96                      | Formula Renault 2.0                                   |
| 1997 | Tatuus RC97                      | Formula Renault 2.0                                   |
| 1998 | Tatuus RC98                      | Formula Ford 1600/2000, Formula Renault 2.0           |
| 1998 | Tatuus RC99                      | Formula Renault 2.0                                   |
| 2000 | Tatuus FR2000                    | Formula Renault 2.0                                   |
| 2002 | Tatuus FR1600                    | Formula Renault 1.6                                   |
| 2003 | Tatuus FRV6                      | Formula Renault V6                                    |
| 2005 | Tatuus TT104ZZ                   | Toyota Racing Series                                  |
| 2006 | Tatuus FC106                     | Formula Challenge Japan                               |
| 2007 | Tatuus N.T07                     | International Formula Master                          |
| 2010 | Tatuus FA010                     | Formula Abarth, Panam GP Series, Formula Pilota China |
| 2012 | Tatuus PY012                     | CN2 Sport Prototype                                   |
| 2013 | Tatuus FMCS                      | Formula Master China                                  |
| 2013 | Tatuus FR. 2.0                   | Formula Renault 2.0                                   |
| 2015 | Toyota FT-50                     | Toyota Racing Series                                  |
| 2016 | Tatuus MSV F3-016                | BRDC British Formula 3                                |
| 2017 | Tatuus USF-17                    | USF2000                                               |
| 2018 | Tatuus PM-18                     | BPro Mazda                                            |
| 2018 | Tatuus F.3 T-318 / FR-19 / FT-60 | Campionato FIA di Formula 3 europea regionale         |
| 2020 | Tatuus BF-020                    | BRDC British Formula 3                                |
| 2022 | Tatuus MSV-022                   | GB3                                                   |

### Monoposto attualmente in produzione
| Categoria             | Modello            | Motore                                         | Competizione                                   |
| --------------------- | ------------------ | ---------------------------------------------- | ---------------------------------------------- |
| Formula 4             | Tatuus T-421       | Abarth - Autotecnica 1,4 L                     | Formula 4 EAU                                  |
| Formula 4             | Tatuus T-421       | Abarth - Autotecnica 1,4 L                     | Formula 4 italiana                             |
| Formula 4             | Tatuus T-421       | Abarth - Autotecnica 1,4 L                     | Formula 4 britannica                           |
| Formula 4             | Tatuus T-421       | Abarth - Autotecnica 1,4 L                     | Formula 4 spagnola                             |
| Formula 4             | Tatuus T-421       | Abarth - Autotecnica 1,4 L                     | Formula 1 Academy                              |
| Formula 4             | Tatuus T-421       | Abarth - Autotecnica 1,4 L                     | Formula 4 CEZ                                  |
| Formula 4             | Tatuus T-421       | Abarth - Autotecnica 1,4 L                     | Formula 4 SEA                                  |
| Formula 4             | Tatuus T-421       | Abarth - Autotecnica 1,4 L                     | Formula 4 Brazil                               |
| Formula 4             | Tatuus T-421       | Abarth - Autotecnica 1,4 L                     | E4                                             |
| Formula 4             | Tatuus T-421       | Abarth - Autotecnica 1,4 L                     | F4 NACAM                                       |
| Formula 4             | Tatuus T-421       | Abarth - Autotecnica 1,4 L                     | F4 Saudi                                       |
| Formula 4             | Tatuus T-421       | Abarth - Autotecnica 1,4 L                     | Formula Winter Series                          |
| Formula 4             | Tatuus T-421       | Abarth - Autotecnica 1,4 L                     | Formula Panama Academy                         |
| GB4                   | Tatuus MSV-GB4-025 | Mountune 2,0 L                                 | GB4                                            |
| Formula Regional      | Tatuus T-318       | Alpine 1,8 L                                   | FIA Formula Regional EU Championship by Alpine |
| Formula Regional      | Tatuus T-318       | Alfa Romeo - Autotecnica 1750cc                | FIA Formula Regional Middle East               |
| Formula Regional      | Tatuus T-318       | Toyota 2,0 L                                   | FIA Formula Regional Oceania                   |
| Formula Regional      | Tatuus T-318       | Alfa Romeo - Autotecnica 1750cc / Toyota 2,0 L | Formula Regional Australia                     |
| Ultimate Cup          | Tatuus T-318       | Alpine 1,8 L                                   | Ultimate Cup Series                            |
| EuroCup-3             | Tatuus T-318-EC3   | Alfa Romeo - Autotecnica 1750cc                | EuroCup-3                                      |
| GB3                   | Tatuus MSV-GB3-025 | Mountune 2,0 L                                 | GB3                                            |
| USF Pro Championships | Tatuus JR-23       | MZR 2.0 L                                      | USF Juniors                                    |
| USF Pro Championships | Tatuus USF-22      | MZR 2.0 L                                      | USF 2000                                       |
| USF Pro Championships | Tatuus IP-22       | MZR 2.0 L                                      | USF Pro 2000                                   |

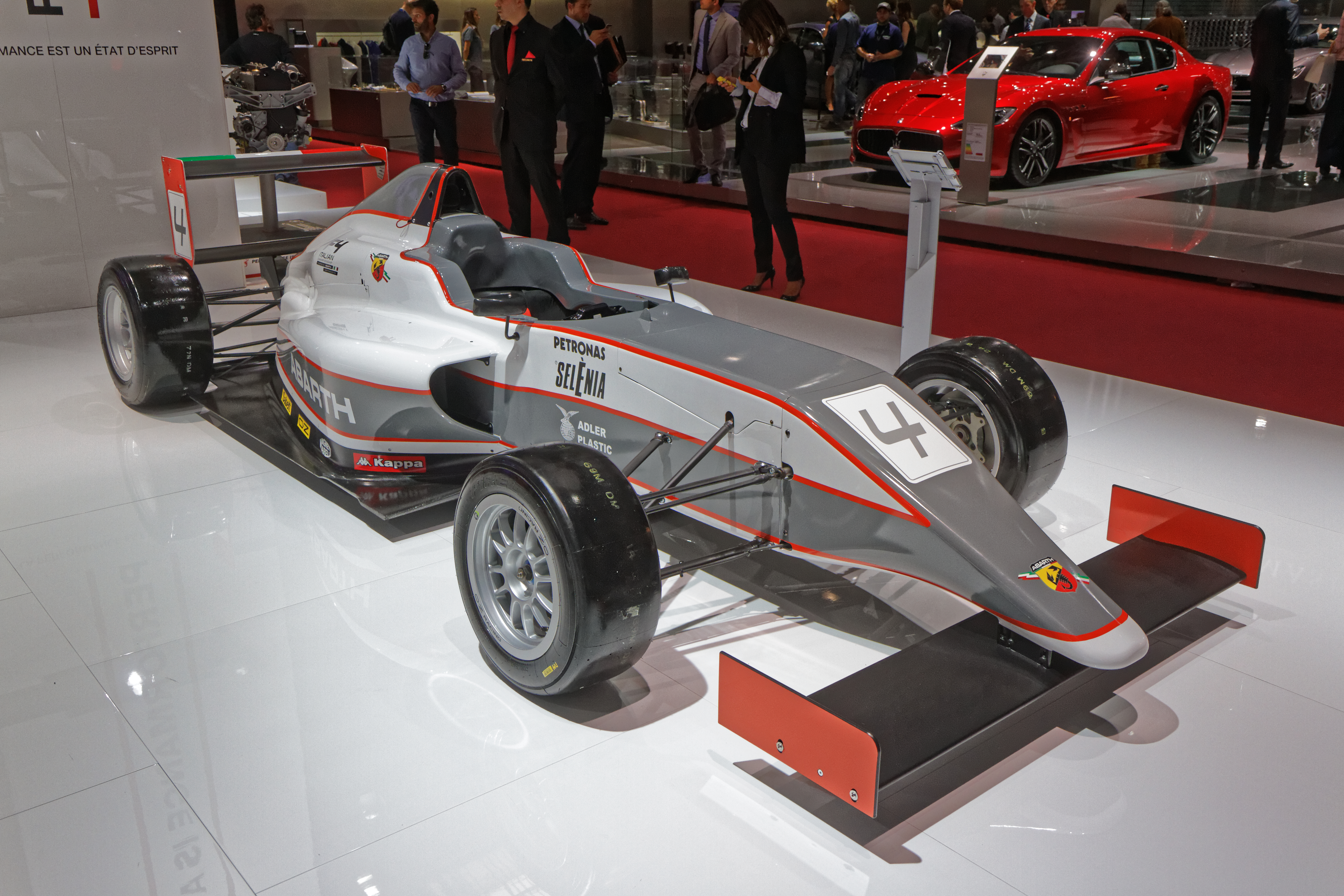
Abarth Tatuus F4 T014

- La Tatuus PY012 è la prima vettura sport prototipo prodotta dalla Tatuus